# Arno Krabman
Arno Krabman (Leeuwarden, 19 maart 1982) is een Nederlandse muziekproducent, componist en muzikant.

## Loopbaan
Krabman studeerde Muziek en Technologie aan de Hogeschool voor de Kunsten Utrecht in Hilversum. Hier werkte hij samen met Lange Frans en Baas B en schreef nummers als Moppie en Mee naar Diemen-Zuid. Hij was gitarist van de begeleidingsbands van Sita Vermeulen, De Toppers en Bagga Bownz. Later startte hij zijn eigen studio en produceerde hij veel voor Jeroen van der Boom. Dat stopte in 2015 toen hij het rustiger aan ging doen.
Krabman heeft meegeschreven aan hits van Snelle, Maan en Suzan & Freek, waaronder Goud en Blijven slapen (samen met Okke Punt). Samen met Diggy Dex schreef hij bovendien nummers voor André Hazes jr. en Roxeanne Hazes. Ook waren er samenwerkingen met Jaap Reesema en Donnie. In 2021 verzorgde hij de muziek van de jeugdserie Hoe mijn keurige ouders in de bak belandden. Krabman schreef mee aan het nummer De diepte waarmee zangeres S10 in 2022 meedeed aan het Eurovisiesongfestival. Hij werkte ook als engineer voor Within Temptation aan liedjes zoals And We Run.
De naam van zijn studio, Graveland Studio, vlak bij 's-Graveland, is een verwijzing naar de naam van het dorp en naar het huis van Elvis Presley, Graceland.

## Privé
Krabman heeft een relatie met Nienke de Jong, voormalig zangeres van de metalband Autumn.

## Prijzen
- Buma Award Nationaal #3 (2019): Als het avond is[5]